# 叫化鸡
叫化儿鸡，也称叫花鸡、叫化子鸡、黄泥煨鸡、乞兒雞、富貴雞等，是苏菜的一道名菜，流行于江苏、浙江。

## 起源
與周代八珍中炮豚、炮牂料理方式相同，應是廣域性的料理方式。
相传明末清初，在江苏常熟虞山脚下一乞丐偶得一鸡，但又苦于没有炊具和调料，连褪毛的开水也无法找到。无奈乞丐突发奇想，将鸡破肚带毛涂泥放入柴火堆中煨烤。待泥土乾硬後拍碎，鸡毛随泥巴一起脱落，鸡香味扑鼻。后来这一做法为他人仿效，成为常熟名点，并因其创始人而得名叫化鸡。
1950年代初期，常熟一位制作叫化鸡的名厨，被选调到杭州宾馆接待外宾，于是叫化鸡传到浙江。在1972年版的《中国名菜谱·浙江》和1990年版的《中国名菜谱·浙江风味》中，均有“叫化童鸡”。
據報，時任美國總統李察·尼克遜1972年訪華期間亦曾經品嚐此菜色。

## 做法
现代叫化鸡的做法是选头小体大、肥而嫩的三黄鸡，将鸡膛内填加了十几种鲜料，以猪网油、鲜荷叶包之再泥烤，味道更为鲜美，且有荷香。现在也有以面团代替泥土进行制作的，且谓之“富贵鸡”。

## 流行文化
武侠小說作家金庸的小說《射鵰英雄傳》裡，黃蓉曾經烹調這味菜色給師父九指神丐洪七公吃，令他滿心歡喜。